# سنطاوية
السنطاوية (الاسم العلمي: Acacieae) هي قبيلة من النباتات تتبع الفصيلة البقولية من رتبة الفوليات.

## أجناس السنطاوية
- السنط